# توماس بيفل
توماس بيفل (بالرومانية: Thomas Pavel)‏ هو كاتب مقالات روماني، ولد في 4 أبريل 1941 في بوخارست في رومانيا.